# Sendenhorster Taufstein von 1588

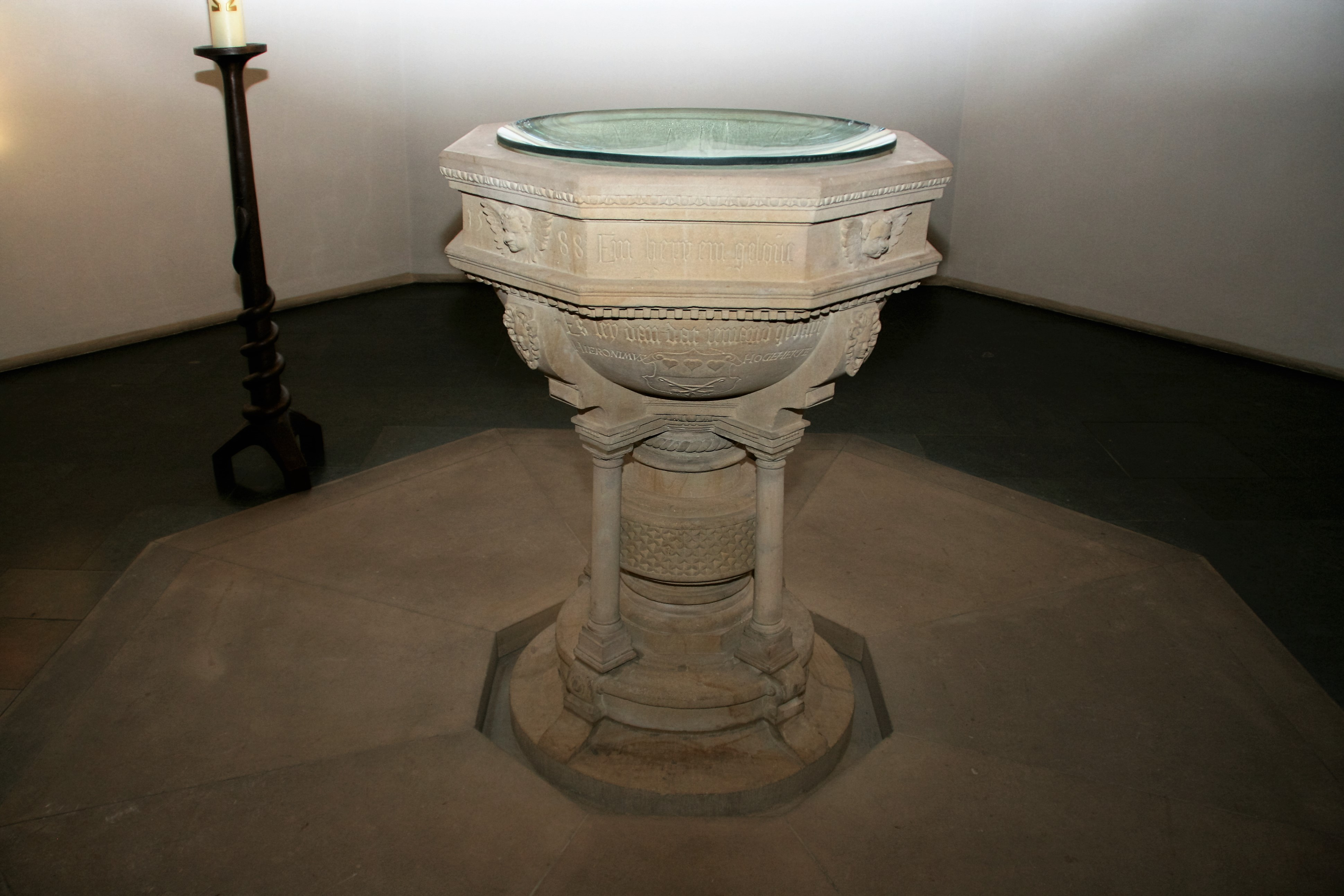
Sendenhorster Taufstein von 1588 in der St. Laurentiuskirche in Ennigerloh-Westkirchen im Dezember 2015

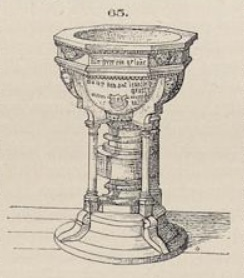
Zeichnung des Taufbeckens aus dem 19. Jahrhundert

Der Sendenhorster Taufstein von 1588 ist ein Taufstein, der sich im Chor (Ostseite) der St. Laurentius-Kirche in Westkirchen befindet. Er wurde aus Baumberger Kreidekalk gefertigt und ist in ein auf Fußbodenebene eingelassenes Oktogon aus Sandstein eingearbeitet. Er gilt als ältestes Ausstattungsstück der Kirche und stammt ursprünglich aus Sendenhorst.

## Beschreibung
Fuß, Ständer und Becken haben zusammen eine Höhe von 1,28 Metern, die Beckenweite beträgt 87 Zentimeter. Das Becken mit Inschriften und Wappen ruht zusätzlich auf vier kleinen Säulen. An den angewinkelten Haltearmen der Säulen sind kleine Engelköpfe angebracht, jeweils oberhalb eines Engelkopfes zwischen den Gesimsen befindet sich ein Putto. Der Bereich zwischen den Gesimsen ist breit, am Fuß und Ständer befinden sich zudem kräftige Profile, an Letzterem befinden sich zylindrische Knoten mit Piqué-Mustern.

### Inschriften
Der Historiker und Archivar Franz Flaskamp untersuchte in ein einem Aufsatz aus dem Jahr 1965, welche Bibelübersetzung der Inschrift zu Grunde lag. Demnach entspricht der Text dem Wortlaut nach der Fassung des Neuen Testamentes nach Hieronymus Emsers in der frühesten nachlutherischen katholischen hochdeutschen Form von 1532. Allerdings kann er die mundartliche Prägung einzelner Worte nicht exakt deuten. Die Jahreszahl 1588 tituliert er mit dem Begriff "Fristausweis", die Inschrift ist aus "gotischen Lettern".
| Inschriften                                                                                  | |                                                               |                                                                         |
| Ansicht                                                                                      | Transkription (Bibelverse, Wappen und Widmung)                                                                                                 | Bibelverse gemäß Emser-Übersetzung (1532)                     | Bibelverse gemäß Luther-Übersetzung (1984)                              |
| Beschriftung zwischen den beiden oberen Gesimsen (alle vier Seitenansichten zusammengefasst) | 1588 * Ein herr ein geloũe * ein taũff, ein godt * und vader unser *aller Ephe: 4 * darunter das Wappen mit der Inschrift HIERONIMVS HOGEHERTE | Ein Herr / ein glaub / ein tauff ein Got un vater unser aller | ein Herr, ein Glaube, eine Taufe; ein Gott und Vater aller (Eph 4,5-6 ) |
| Beschriftung Becken (Seitenansicht 1, Wappenseite)                                           | Es sey dan dat iemand gebarẽ | Es sey deñ / das yemand gebour                                | Es sei denn, dass jemand geboren                                        |
| Beschriftung Becken (Seitenansicht 2)                                                        | werde aus den Wasser und hiligẽ | werde auß dem wasser und heiligen                             | werde aus Wasser und                                                    |
| Beschriftung Becken (Seitenansicht 3)                                                        | geist, so kan er nicht in dat reich | geist, so kan er nicht in das reich                           | Geist, so kann er nicht in das Reich                                    |
| Beschriftung Becken (Seitenansicht 4, Widmungsseite)                                         | gottes kōmen darunter befindet sich die Widmung In christlicher Liebe geschenkt von der Pfarre Sendenhorst 1871. Reinermann Pfr.               | Gottis kommen                                                 | Gottes kommen. (Joh 3,5 )                                               |

### Engelsköpfe

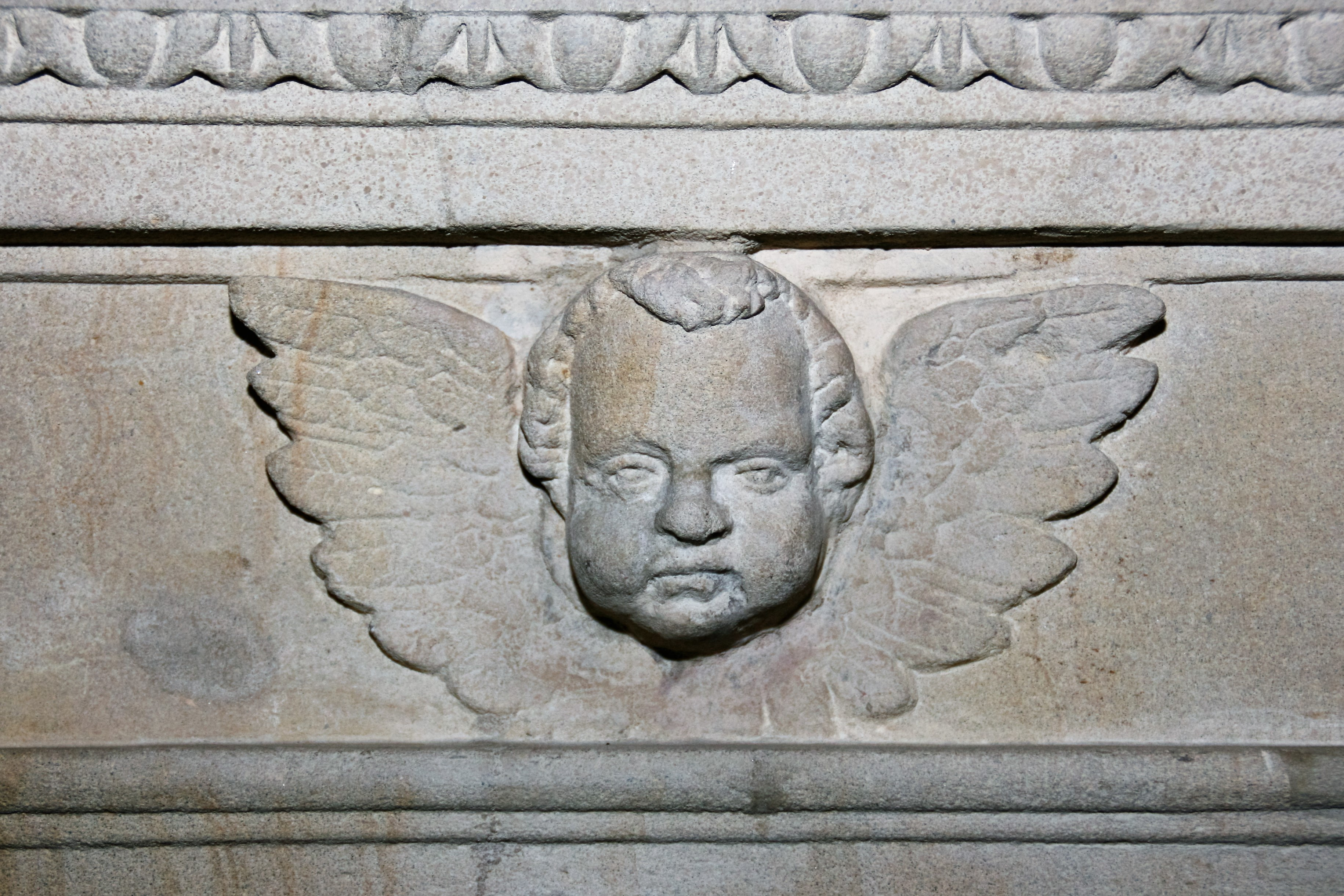
Sendenhorster Taufstein – Putto
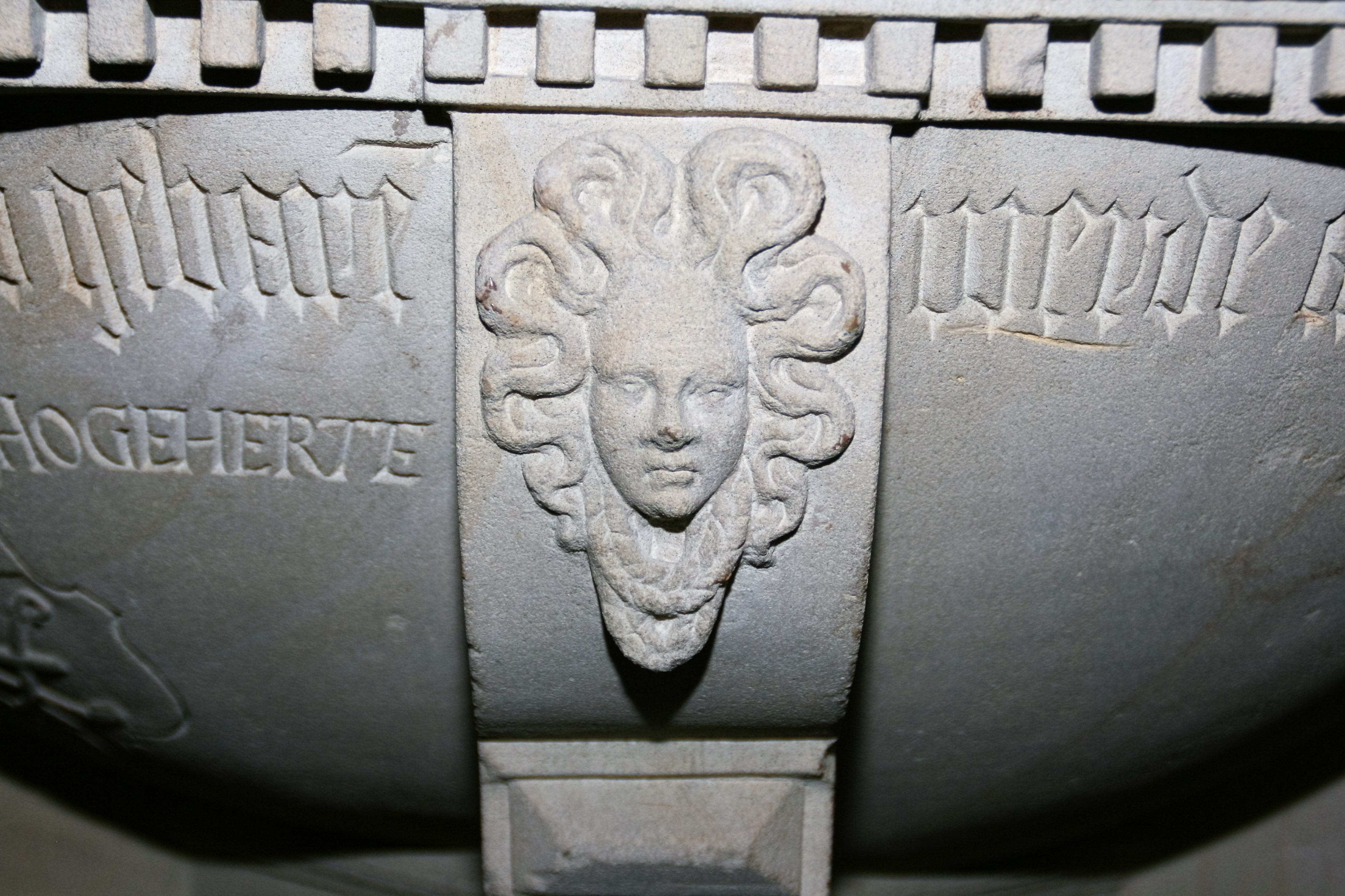
Sendenhorster Taufstein – Engelskopf

## Geschichte

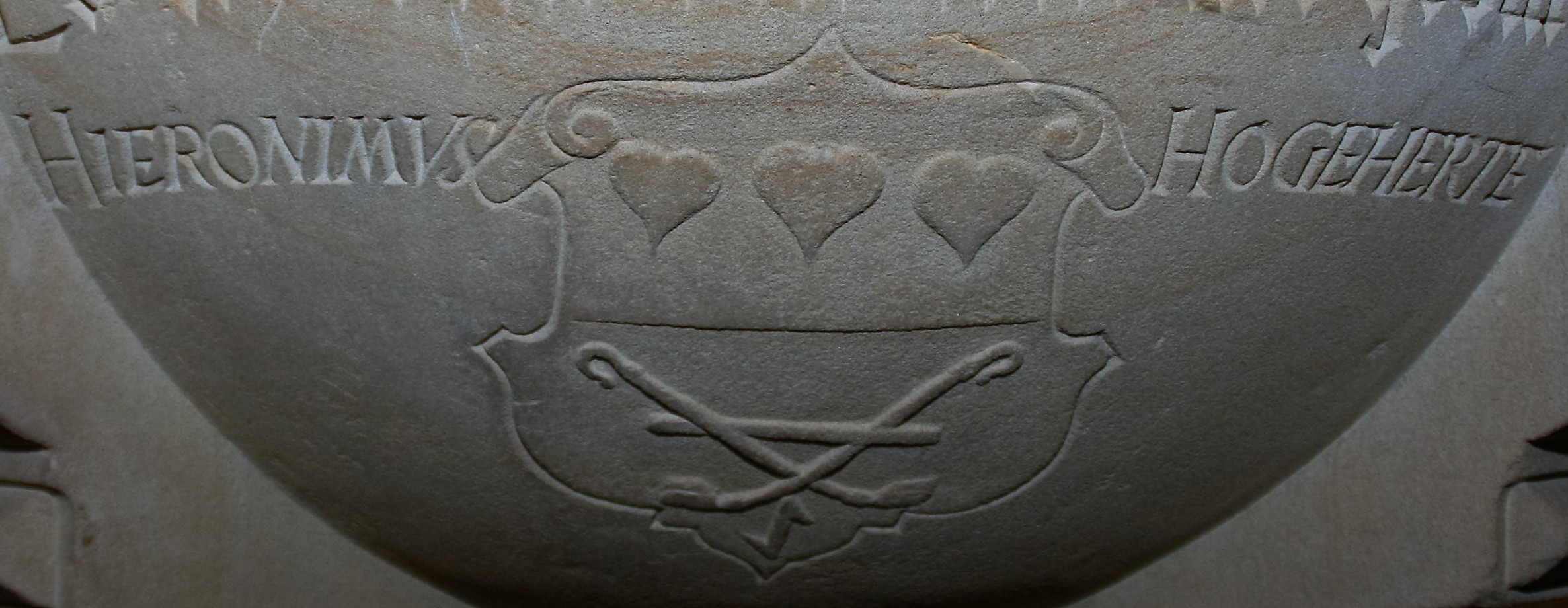
Das Wappen des Stifters Hieronimus Hogeherte auf dem Sendenhorster Taufstein von 1588

### Der Stifter Hieronimus Hogeherte
Flaskamp stellt die These auf, dass der Sendenhorster Taufstein von 1588 von dem Domküster Hieronimus Hogeherte gestiftet wurde. Hogeherte soll dies nach dem Tod seiner ersten Frau Anna Möllers und bei der Anbahnung der Ehe mit seiner zweiten Frau Elisabeth Brüggemann zu seiner persönlichen Empfehlung getan haben. Als mögliche Kandidaten für die Person des Stifters zieht Flaskamp zunächst zwei Personen in Erwägung: Hieronimus Hoyer, ein im Jahr 1535 erwähnter Münsterscher Bürger und 1553/54 Pfarrer von Saerbeck, sowie sein Sohn Hieronimus Hogeherte, den Domküster. Allerdings konnte Flaskamp nur für den Sohn Beziehungen zu Sendenhorst nachweisen, zumal die Familien Möllers und Brüggemann als Teil der Sendenhorster Bürgerschaft nachzuweisen war.

### Verbleib des Taufsteins
Der Sendenhorster Taufstein von 1588 gehörte ursprünglich zur Ausstattung der alten romanischen Sendenhorster Kirche, eines Vorgängerbaus von St. Martin. Bei einem großen Stadtbrand im Jahr 1806 wurde die romanische Kirche schwer beschädigt, sodass Jahrzehnte später der Abbruch erfolgte und schließlich im Jahre 1855 mit dem Bau einer neuen Kirche (der St.-Martin-Kirche) begonnen wurde. Dieser wurde 1865 vollendet und fand mit der Weihe am 14. November 1865 durch Bischof Johann Georg Müller seinen Abschluss. Der Taufstein ist einer der wenigen Ausstattungsgegenstände, die in die neue Kirche überführt wurden.
Im Jahr 1870 wurde jedoch für die neue Kirche von einem „örtlichen Gutshof“ ein neugotischer Taufbrunnen mit einem durchscheinenden Kristall gestiftet. Diese Stiftung war wahrscheinlich der Anlass, dass Sendenhorst der Gemeinde Westkirchen den alten, hier so bezeichneten Sendenhorster Taufstein schenkte, da man zwei Taufsteine nicht benötigte und einer entbehrlich war. Wie der Inschrift zu entnehmen ist, erfolgte die Schenkung der Pfarre Sendenhorst an die Gemeinde in Westkirchen dann im Jahr 1871 durch einen Pfarrer namens Reinermann. Damit kann nur Pfarrer Johann Reinermann aus Emsdetten gemeint sein, der von 1865 bis 1872 Pfarrer der Gemeinde war. Seitdem befindet sich der Stein in der Laurentiuskirche.
Ende 2015 gab es in Sendenhorst Pläne, eine Nachbildung des Taufsteins als Taufbrunnen durch einen Bildhauer fertigen zu lassen. Dieser soll als Anschauungsobjekt vor der Kirche aufgestellt werden und als Station des Martinsweges dienen.